# 藤賀事務所
有限会社藤賀事務所（ふじがじむしょ）は東京都渋谷区にある芸能事務所。設立は1985年。関連会社としてMH企画を持つ。

## 沿革
- 1985年 - 設立
- 1995年 - MH企画設立（星野真里所属。現在は独立）

## 所属者
- 一双麻希
- 岩瀬沙和子
- 岩橋道子
- 大川ヒロキ
- 大沼遼平
- おかやまはじめ
- 川﨑祐輝
- 黒木晴香
- 杉浦大介
- 鈴木理学
- 難波圭一
- すわ親治（専有業務提携）

## 過去の所属者
- 相島一之
- 梅宮万紗子
- 大谷みつほ
- 大塚洸顧
- 大原櫻子
- 奥村祐毅
- 片岡春香
- 加藤未和
- 川崎真央
- 菊池均也
- 熊谷修平
- 佐々木史帆
- 志冬美
- 高杉風羽
- 田村孝裕
- 徳尾浩司[1]
- 西原亜希
- 星野真里
- 三鴨絵里子
- 山崎樹範
- 和久井映見